# Скугечер Бергбу
Скугечер Бергбу (швед. Skogekär Bergbo, МФА: [ˌskuːgəɕæːɹ ˈbæɹːʝbuː]) — анонімний шведський поет XVII століття, відомий під цим псевдонімом, який означає «горянин, що любить ліс». Хто саме криється за псевдонімом досі не з'ясовано. Ще з XVII століття припускають, що це міг бути правник Густав Розенгане (1619–1684), за іншою версією — це його брат Шерінг Розенгане (1609–1663), або ж правник Юган Сільвіус (1620–1690).

## Творчість
Скугечер Бергбу поряд з Георгом Стірнгельмом є одним з перших визначних поетів Швеції. У своєму першому творі Thet Swenska språketz Klagemål («Скарга шведської мови», 1658) він поставив завдання очистити шведську мову від іншомовного впливу. Його найвидатніший твір — збірка Wenerid («Венерід», 1680), в якій міститься сто сонетів про нерозділене й неможливе кохання ліричного Я до жінки на ім'я Венерід, з вищих соціальних верств. Сонети написані у традиції петраркізму з використанням вишуканої класицистичної стилістики. Найвідоміший сонет зі збірки «Венерід» — DV lilla Hålma min («Ти, мій маленький острове»), у якому прославляється місто Стокгольм. За даними першого друкованого видання Венерід (1680), сонети було написано ще до 1650 року. Окрім того Скугечер Бергбу опублікував збірку Fyratijo små Wijsor («Сорок малих пісень», 1682.)

## Твори
- Thet Swenska Språketz Klagemål (1658.
- Wenerid (1680. Найновіше коментоване видання - 1998 ISBN 91-7230-050-7
- Fyratijo små Wijsor (1682. Перевидано 1955 року.